# Ji xian tiao zhan zhi Huang jia bao zang
Ji xian tiao zhan zhi Huang jia bao zang (chinês: 极限挑战之皇家宝藏) é um filme de comédia-suspense chinês de 2016, dirigido por Yan Min e Renjing e estrelado por Huang Bo, Sun Honglei, Huang Lei, Show Luo, Wang Xun, Zhang Yixing, Zanilia Zhao e Yu Hewei. Foi lançado na China em 15 de janeiro de 2016.

## Enredo
Quando Huang Bo, Sun Honglei, Huang Lei, Show Luo, Wang Xun e Zhang Yixing estão filmando o reality show Go fighting! , um trovão os atinge, e eles voltam para a dinastia Ming (1368-1644). Eles são a favor do imperador, antes de sua morte, ele deixa o legado - A Ordem da Santa Chama a eles. Depois que o imperador morre, eles retornam para a civilização moderna e começam a sua jornada de procurar o tesouro.

## Elenco
- Huang Bo como ele mesmo
- Sun Honglei como ele mesmo
- Huang Lei como ele mesmo
- Show Luo como ele mesmo
- Wang Xun como ele mesmo
- Zhang Yixing como ele mesmo
- Zanilia Zhao como a princesa da dinastia Ming.
- Yu Hewei como o imperador da dinastia Ming.

## Produção
Este filme foi filmado na cidade de Heshun de Tengchong, Yunnan.

## Música
- A Man Thing (chinês: 《男人的事》), teve letras escritas por Wang Zhengyu e Wen Ya, composta por Peng Fei, e cantada por Huang Bo, Sun Honglei, Huang Lei, Show Luo, Wang Xun e Zhang Yixing.

## Lançamento
O filme foi lançado em 15 de janeiro de 2016 na China.

## Bilheteria
A bilheteria de estreia do filme foi de ¥30,994 milhões e levou ¥77,1 milhões em sua primeira semana. Ele arrecadou um total de CN¥ 125,4 milhões na China.